# Hamacantha hyaloderma
Hamacantha hyaloderma är en svampdjursart som först beskrevs av de Laubenfels 1932.  Hamacantha hyaloderma ingår i släktet Hamacantha och familjen Hamacanthidae.
Artens utbredningsområde är Kalifornien. Inga underarter finns listade i Catalogue of Life.